# Зельони-Ґронд
Зельони-Ґронд (пол. Zielony Grąd, нім. Schönwiese) — село в Польщі, у гміні Пасленк Ельблонзького повіту Вармінсько-Мазурського воєводства.
Населення — 106 осіб (2011).
У 1975-1998 роках село належало до Ельблонзького воєводства.

## Демографія
Демографічна структура станом на 31 березня 2011 року:
|          | Загалом | Допрацездатний вік | Працездатний вік | Постпрацездатний вік |
| -------- | ------- | ------------------ | ---------------- | -------------------- |
| Чоловіки | 53      | 11                 | 38               | 4                    |
| Жінки    | 53      | 12                 | 34               | 7                    |
| Разом    | 106     | 23                 | 72               | 11                   |